# Let's be ONE
- ラブライブ! > ラブライブ!スーパースター!! > Liella! > Let's be ONE

「Let's be ONE」（レッツ ビー ワン）は、Liella!の楽曲。同グループのシングルとして2024年10月23日にLantisから発売された。

## 背景
前作「シェキラ☆☆☆」から9ヶ月ぶりのシングルで、アニメ第3期シングル第1弾としてテレビアニメ『ラブライブ!スーパースター!!』の第3期オープニングテーマである表題曲とカップリング曲及びそれらのオフヴォーカルが収録している。

## PV

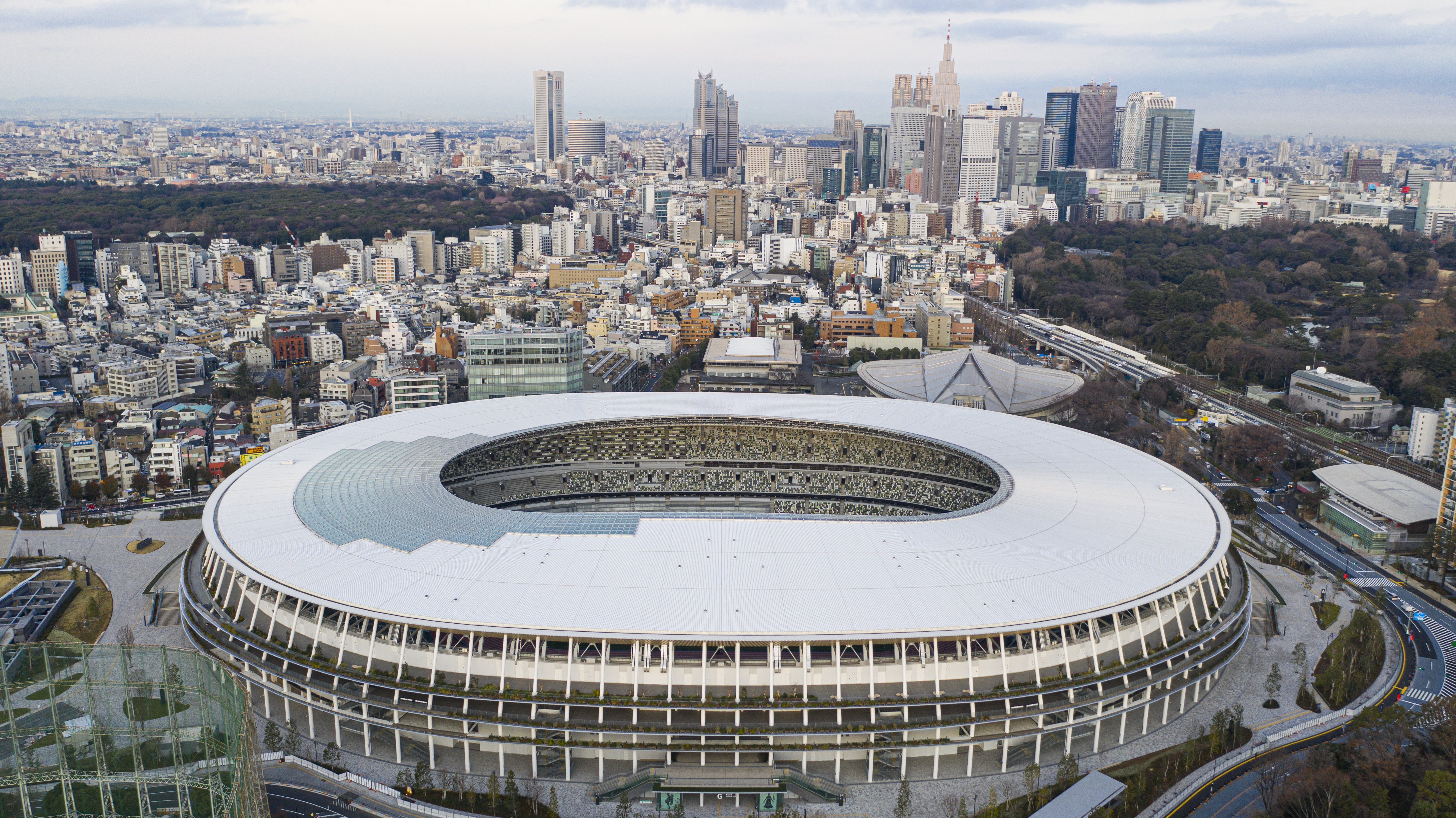
PVの舞台となった国立競技場

表題曲「Let’s be ONE」のPVは、国立競技場とその周辺が舞台になっている。

## リリース
2024年10月14日に先行配信が行われ、10月23日にLantisから、ED主題歌の「DAISUKI FULL POWER」と同時にリリースされた。初回生産分には、スーパースターシール（全12種）がランダムで1枚封入される。

## チャート成績
2024年11月4日付のオリコン週間シングルランキングでは7位にランクインした。

## 収録曲
| 全作詞: 宮嶋淳子。 |                             |           |           |          |      |
| #                  | タイトル                    | 作詞      | 作曲      | 編曲     | 時間 |
| 1.                 | 「Let's be ONE」            | 宮嶋淳子  | 大畑拓也  | 大畑拓也 | 3:57 |
| 2.                 | 「青春HOPPERS」             | 宮嶋淳子  | 清田直人  | 家原正樹 | 3:48 |
| 3.                 | 「Let's be ONE」(Off Vocal) | 宮嶋淳子  |           |          | 3:57 |
| 4.                 | 「青春HOPPERS」(Off Vocal)  | 宮嶋淳子  |           |          | 3:48 |
| 合計時間:          | 合計時間:                   | 合計時間: | 合計時間: | 15:30    |      |